# Jellinek Mór
Jellinek Mór, (helyenként Jellinek Móric vagy Jelinek) (Uherský Brod (Magyarbród), 1823. – Budapest, 1883. június 13.) közgazdász, nagykereskedő, a gabonacsarnok elnöke. Jellinek Arthur jogász és országgyűlési képviselő édesapja, Elvin Morton Jellinek amerikai orvos nagyapja.

## Életútja
A prágai és a lipcsei egyetemen tanult. Az 1848-as osztrák forradalmi mozgalmakban tevékenyen részt vett, és előmozdításukra szabadelvű lapot alapított Brünnben, majd Kremsben. Bátyján, dr. Jellinek Árminon keresztül, akit Blummal és Messenhauserrel együtt halálra ítéltek, összeköttetésben állt a bécsi forradalom intézőivel. Az 1850-es évek elején Pestre ment, ahol közgazdasági irodalommal foglalkozott. Később nagykereskedést nyitott, és a gabonacsarnok elnöke lett, ebben a minőségében ő kezdeményezte a tőzsdebíróság létesítését. 1864-ben kezdeményezte a lóvonatú vasutat, innentől minden tevékenységét ennek szentelte; ő lett a vasút vezérigazgatója.

## Írásai
Cikke az Illustriertes Israelitisches Jahrbuchban (I. 1859. Die Israeliten Ungarns auf ökonomischem Gebiete), a Gazdasági Lapokban (1860. Magyar gabonakivitel Német- és Angolországba, A gabona tisztítása, 1861. Egy adat a magyar gabonakereskedés statisztikájához, A kiviteli kereskedés emelése ügyében. A magyar mezei gazdaközönséghez, 1866. A magyar malomipar hazánkban), a Honban (1861-62-ben a nemzetgazdászati rovatot vezette; sikeres mozgalmat indított a kereskedelem magyarosítása érdekében és szakszerű tanulmányokat írt a gabonaárakról, az országos statisztika szervezéséről, 1863. Nemzetgazdasági levelek, 1864. 5. és köv. sz. Adalékok a statisztikához és nemzetgazdasági cikkek J-K jegy alatt, 100. sz. Észrevételek kivitelünkre nézve, különös tekintettel a borra), a Magyar Sajtóban (1862. 163., 165., 168., 173., 177. sz. Magyarország kereskedelmi mérlege); a Statistikai Közleményekben (III. 1862. Magyarország gabonaforgalma az 1861. évben).

## Művei
- Programm egy combinált mezei gazdasági bizományüzlet iránt. Pest, 1861.
- Die niedrigen Getreidepreise. Pest und Wien, 1865.